# Jere Heiskanen
Jere Heiskanen (* 27. Juli 2000 in Joensuu) ist ein finnischer Volleyballspieler.

## Karriere
Heiskanen beschäftigte sich mit Fußball und Golf, bevor er zum Volleyball wechselte. Er begann seine Karriere 2013 bei Susiraja Volley. Dort spielte der Außenangreifer bis 2016. In der Saison 2017/18 war er für Leka Volley aktiv. Danach spielte er zwei Jahre bei Savo Volley. 2020 wechselte er innerhalb der finnischen Liga zu Karelian Hurmos. 2022 wurde Heiskanen vom deutschen Bundesligisten TSV Haching München verpflichtet.